# Ножик
Ножик — річка в Зарічненському районі Рівненській області України, права притока Прип'яті. Належить до басейну Дніпра.

## Опис
Протікає територією Морочненської, Новорічицької та Перекальської сільських рад. Довжина річки 27,0 км, площа басейну 110 км². Живлення переважно снігове. Річище у природному стані звивисте, розгалужене: на всій довжині випрямлене і являє собою магістральний канал осушувальної системи «Морочно — Ножик».
Має 2 притоки довжиною до 10 км (струмків).